# Sweetwater (Oklahoma)
Pour les articles homonymes, voir Sweetwater.
Sweetwater est une localité des comtés de Beckham et Roger Mills dans l'État de l'Oklahoma, aux États-Unis.